# حوذان أمرد
الحوذان الأمرد هو نوع نباتي من كاسيات البذور يتبع جنس الحوذان من الفصيلة الحوذانية.
موطنه الأصلي مناطق غرب أمريكا الشمالية الداخلية وغرب كندا وشمال غرب السهول الكبرى .

## التوزيع
الحوذان الأمرد موزع في كولومبيا البريطانية جنوب شرق ساسكاتشوان , وجنوب داكوتا من خلال كانساس وجبال روكي من الجنوب الشرقي لنيومكسيكو إلى شماله, وغرب منطقة الحوض العظيم , ومن الجنوب الغربي إلى الشمال الشرقي من ولاية كاليفورنيا.

## الوصف
الحوذان الأمرد هو نبات عشبي معمر نسبة نموه (4-15 سم) وطوله (1،6-5،9) وقاعدته سميكة إلى حد ما وأوراقه بيضاوية مع أعناق طويلة.